# Goma granulomatosa

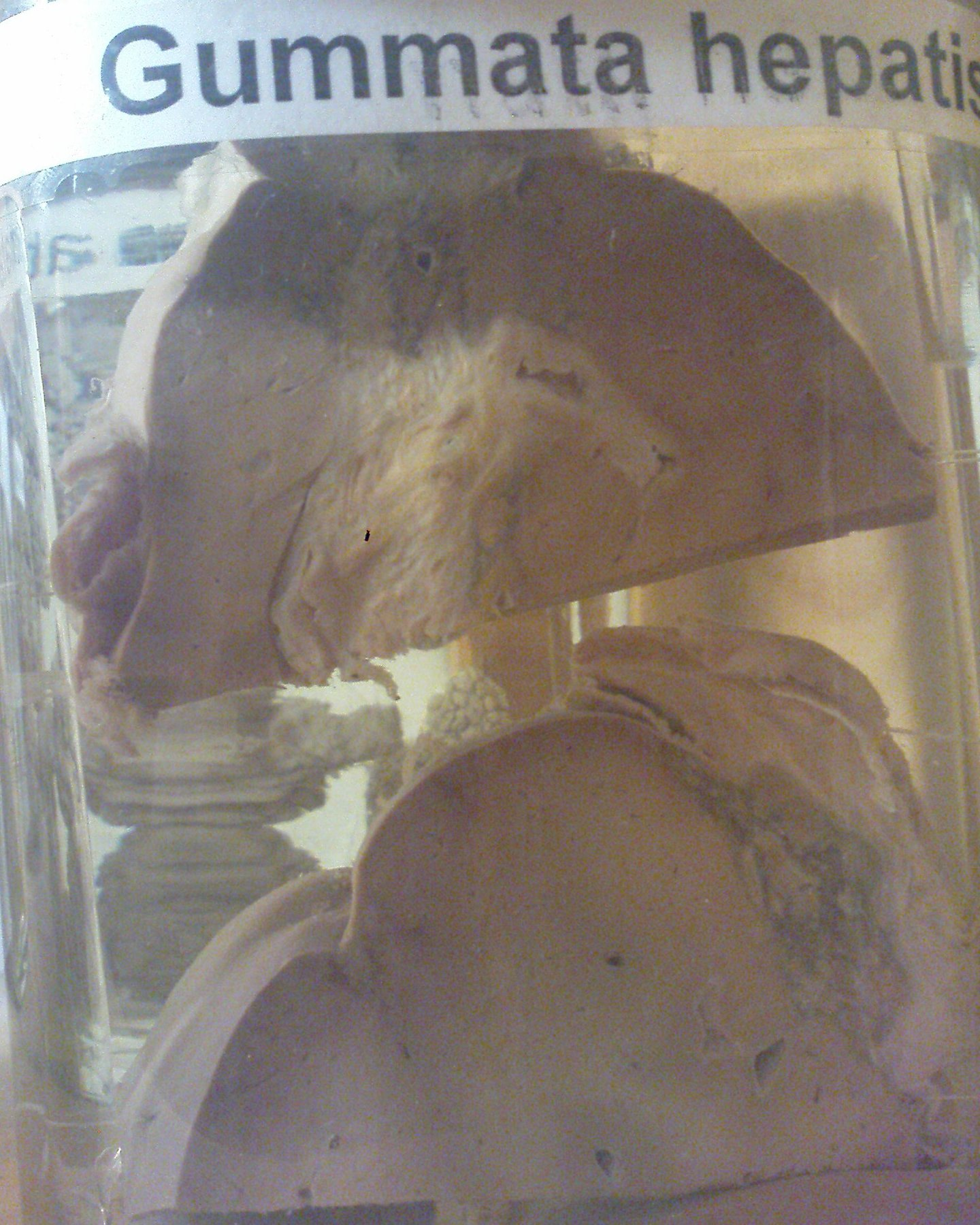
Goma hepático.

Goma (del griego kómmi "goma") es una lesión nodular inflamatoria crónica que reblandece el tejido afectado por necrosis, que finalmente expulsa al exterior un contenido espeso y de consistencia semejante a la goma.

## Etiología
Su causa es infecciosa:
- Sífilis (goma sifilítica o sifiloma es la lesión típica en su fase final o terciaria)
- Tuberculosis
- Esporotricosis u otras micosis profundas.

## Localización
Esta lesión se presenta principalmente en los huesos, piel y mucosas. 

## Tratamiento
Los medicamentos se seleccionan en función de su causa, al ser infecciosa para las bacterias se administra antibióticos, y para las micosis se prescribe antifúngicos.